# Williamsport (Pennsilvània)
Williamsport és una població dels Estats Units a l'estat de Pennsilvània. Segons el cens del 2000 tenia 30.706 habitants.

## Demografia
Segons el cens del 2000, Williamsport tenia 30.706 habitants, 12.219 habitatges, i 6.732 famílies. La densitat de població era de 1.335,1 habitants per km².
Dels 12.219 habitatges en un 27,4% hi vivien nens de menys de 18 anys, en un 34,9% hi vivien parelles casades, en un 15,5% dones solteres, i en un 44,9% no eren unitats familiars. En el 35,1% dels habitatges hi vivien persones soles el 12,9% de les quals corresponia a persones de 65 anys o més que vivien soles. El nombre mitjà de persones vivint en cada habitatge era de 2,3 i el nombre mitjà de persones que vivien en cada família era de 2,97.
Per edats la població es repartia de la següent manera: un 22,5% tenia menys de 18 anys, un 18% entre 18 i 24, un 26,7% entre 25 i 44, un 19,4% de 45 a 60 i un 13,5% 65 anys o més.
L'edat mediana era de 32 anys. Per cada 100 dones de 18 o més anys hi havia 95,9 homes.
La renda mediana per habitatge era de 25.946$ i la renda mediana per família de 33.844$. Els homes tenien una renda mediana de 26.668$ mentre que les dones 20.196$. La renda per capita de la població era de 14.707$. Entorn del 13,7% de les famílies i el 21,5% de la població estaven per davall del llindar de pobresa.

## Poblacions més properes
El següent diagrama mostra les poblacions més properes.